# 福克斯鎮區 (密蘇里州普拉特縣)
福克斯鎮區（英語：Fox Township）是位於美國密蘇里州普拉特縣的一個行政鎮區。

## 地方資料
福克斯鎮區的面積為13.78平方千米，當中陸地面積為13.71平方千米，而水域面積為0.07平方千米。根據2020年美國人口普查的數據，當地共有人口13921人，而人口密度為每平方千米1,010.23人。